# 陈凤桐
陈凤桐（1897年12月9日—1980年10月5日），男，河南内乡人，中国农学家，中国科学院院士。

## 生平
陈凤桐1921年自河北省保定甲种农校毕业。1929年赴日本留学，就读于东京农业大学。1933年回国转入北平大学农业经济系学习，后辍学。1936年加入中国共产党并任中共雁北游击支队政委。1940年任晋察冀边区农林牧殖局局长，期间发起成立晋察冀边区自然科学界协会并任理事长。抗战结束后担任察哈尔省农林厅厅长。
中华人民共和国成立后任华北农业科学研究所所长。1955年当选中国科学院生物学地学部学部委员（院士）。1957年出任中国农业科学院党组书记兼副院长。1959年前往江西任江西省农业科学研究所副所长。他还曾任第一、二届全国人大代表，中共八大代表，中华全国科学技术普及协会副主席等职。1980年在北京逝世。